# Moero Arthur
King Arthur and the Knights of the Round Table (яп. 円卓の騎士物語 燃えろアーサー Энтаку но Киси Моногатари Моэро А:са:, Король Артур, рыцарь на белом коне) — аниме-сериал, созданный студией Toei Animation по мотивам легенды о Короле Артуре, транслировался по телеканалу Fuji TV с 9 сентября 1979 года по 30 марта 1980 года. Всего выпущено 30 серий аниме. Сериал также транслировался на территории Франции, Италии, Германии, Португалии и Филиппин. Почти сразу же на экраны вышел второй сезон — Moero Arthur Hakuba no Ōji (яп. 燃えろアーサー 白馬の王子 Моэро А:са: Хакуба но О:дзи), который транслировался с 6 апреля по 21 сентября 1980 года. Сериал показывался в тех же странах Европы, что и первый сезон.

## Сюжет
Когда принц Артур был ещё младенцем, его отец Утер Пендрагон правил крепостью Камелот. Лавик, другой король возжелал власти и напал на замок. Артура спас мудрец Мерлин и оставил жить у рыцаря по имени Гектор, чтобы сохранить ребёнка в безопасности. Рыцарь стал растить Артура, как сына.
В 15 лет Артур начинает сопровождать в походах своего приёмного отца. Во время похода, Артур проходит особый обряд и вытаскивает меч — Экскалибур из каменной глыбы. Согласно пророчеству тот, кто сумеет вынуть меч, станет легендарным королём Англии. Отчим также раскрывает Артуру, что он королевских кровей.
С этого момента молодой Артур начнёт вести борьбу против алчного короля Лавика, и её подданной ведьмы — Медессы.

## Роли озвучивали
- Акира Камия — Артур
- Кэйко Хан — Гвиневра
- Тэссё Гэнда — Ланселот
- Макио Иноэ — Тристан
- Ясуо Хисамацу — Мерлин
- Митиэ Кита — Галахад
- Дайсукэ Гори — Парцифаль
- Хидэюки Танака — Кей
- Сатоми Мадзима — Фин
- Тосио Фурукава — Периноа
- Кэндзи Уцуми — Гастер
- Хидэкацу Сибата — Утер
- Акико Цубой — Королева